# Thryallis
Thryallis là một chi thực vật có hoa trong họ Malpighiaceae.

## Loài
Chi Thryallis gồm các loài: